# Cypripedium macranthos
Cypripedium macranthos é uma espécie de orquídea terrestre, família Orchidaceae, que habita da Bielorrússia à Ásia temperada oriental e Japão.